# Championnat du monde de hockey sur glace 1956
Navigation
Allemagne 1955 URSS 1957
Le vingt-troisième  championnat du monde de hockey sur glace et par la même occasion le trente-quatrième championnat d'Europe a eu lieu entre le 26 janvier et le 4 février 1956 à Cortina d'Ampezzo en  Italie dans le cadre des Jeux olympiques d'hiver de 1956.
Dix nations ont participé au tournoi et un championnat B a été organisé pour les équipes non qualifiées pour les Jeux olympiques.

## Championnat A

### Classement final
|        | Équipe             |
| ------ | ------------------ |
| Or     | URSS               |
| Argent | États-Unis         |
| bronze | Canada             |
| 4      | Suède              |
| 5      | Tchécoslovaquie    |
| 6      | Allemagne fédérale |
| 7      | Italie             |
| 8      | Pologne            |
| 9      | Suisse             |
| 10     | Autriche           |

|   | Équipe             |
| - | ------------------ |
| 1 | URSS               |
| 2 | Suède              |
| 3 | Tchécoslovaquie    |
| 4 | Allemagne fédérale |
| 5 | Italie             |
| 6 | Pologne            |
| 7 | Suisse             |
| 8 | Autriche           |

### Effectif vainqueur
| Place | Pays             | Joueurs |
| ----- | ---------------- | --- |
| 1     | Union soviétique | Ievgueni Babitch, Vsevolod Bobrov, Nikolaï Khlystov, Alekseï Gourychev, Iouri Krylov, Alfred Koutchevski, Valentin Kouzine, Grigori Mkrtytchan, Viktor Nikiforov, Iouri Pantioukhov, Nikolaï Poutchkov, Viktor Chouvalov, Genrikh Sidorenkov, Nikolaï Sologoubov, Ivan Tregoubov, Dmitri Oukolov, Aleksandr Ouvarov |

## Championnat B (non officiel)
Le tournoi du championnat B (non officiel) a eu lieu à Berlin-Est en  République démocratique allemande du 8 au 10 mars. Seulement trois équipes ont participé au tournoi au rythme d'un match par jour : l'Allemagne de l'Est, la Norvège et la Belgique.

### Résultats
- Allemagne de l'Est 4 – 1 Norvège
- Allemagne de l'Est 14 – 7 Belgique
- Norvège 7 – 5 Belgique

### Classement
| # | Équipe             | PJ | V | N | D | BP | BC | Diff | Pts |
| - | ------------------ | -- | - | - | - | -- | -- | ---- | --- |
| 1 | Allemagne de l'Est | 2  | 2 | 0 | 0 | 18 | 8  | +10  | 4   |
| 2 | Norvège            | 2  | 1 | 0 | 1 | 8  | 9  | -1   | 2   |
| 3 | Belgique           | 3  | 0 | 0 | 2 | 12 | 21 | -9   | 0   |